# Новопазарський Санджак (регіон)

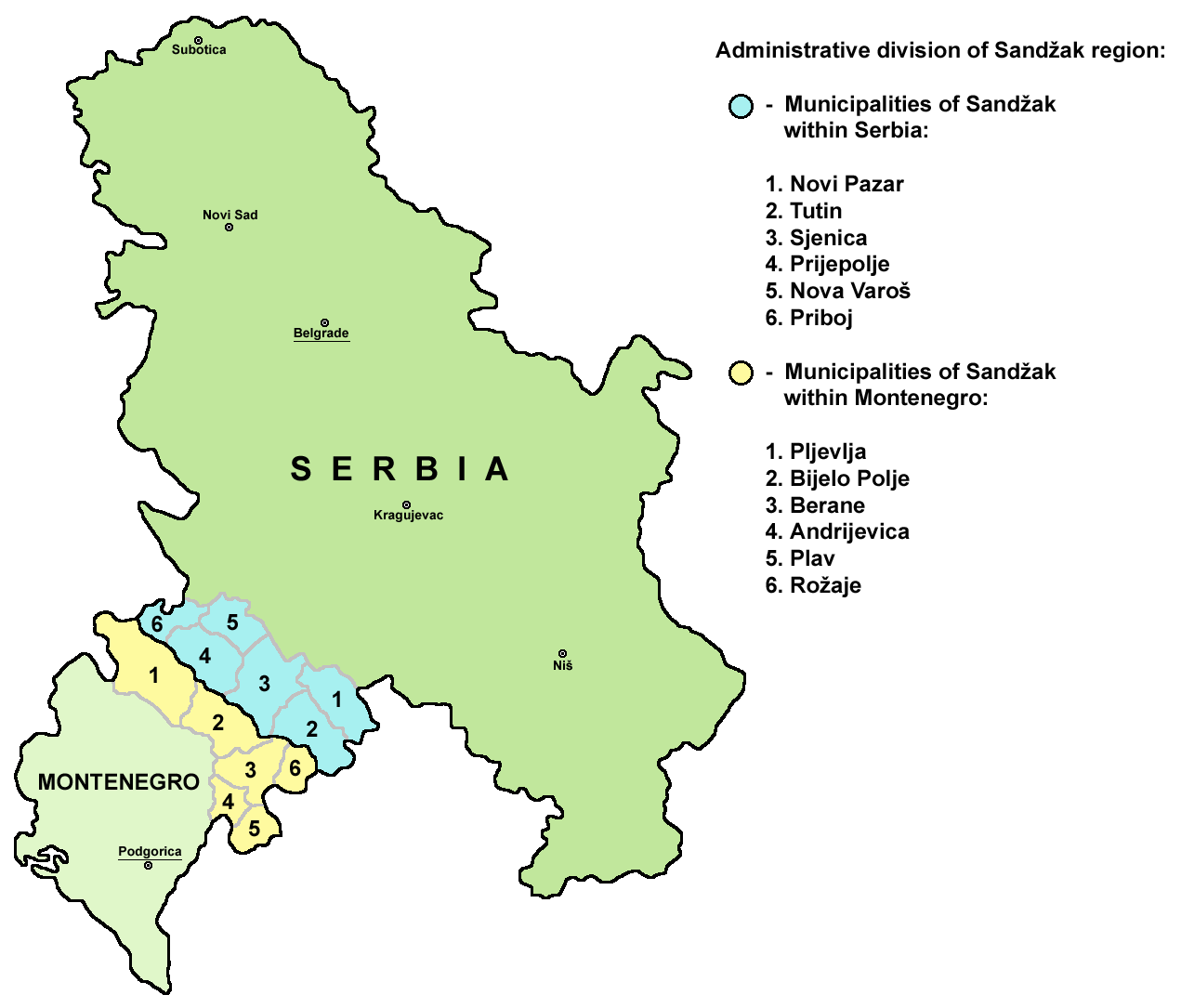
Адміністративний поділ Санджаку

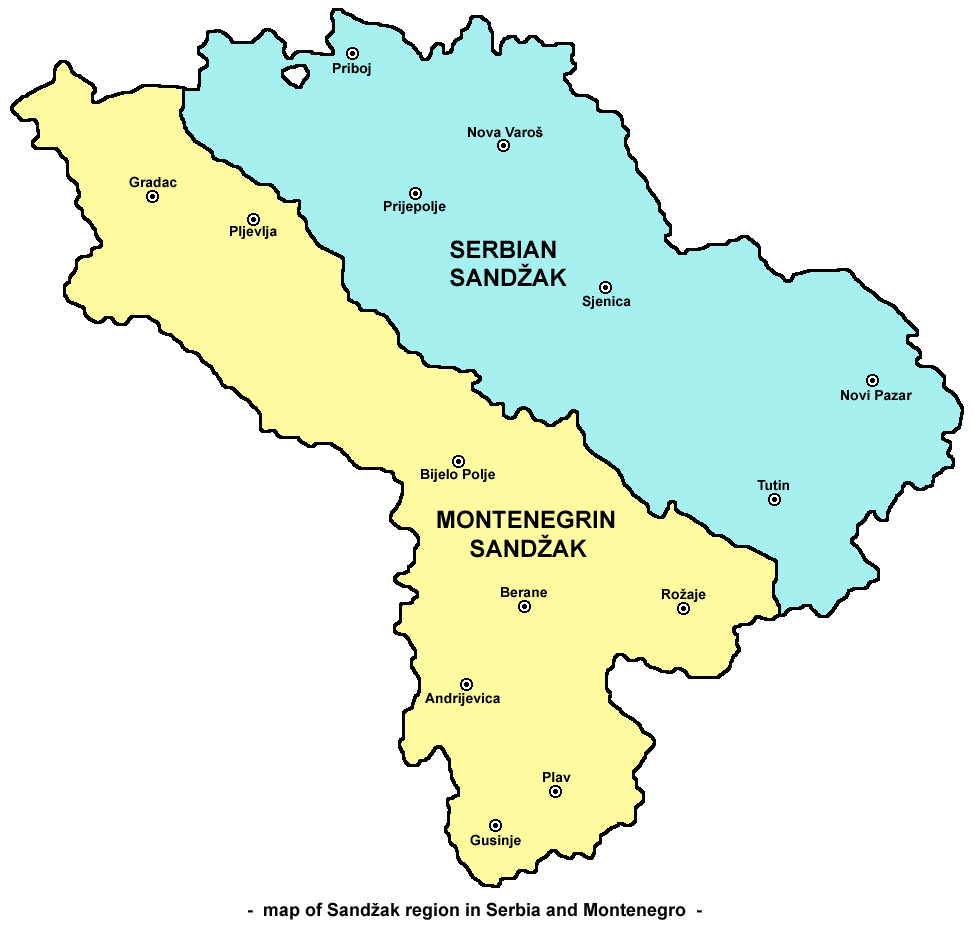

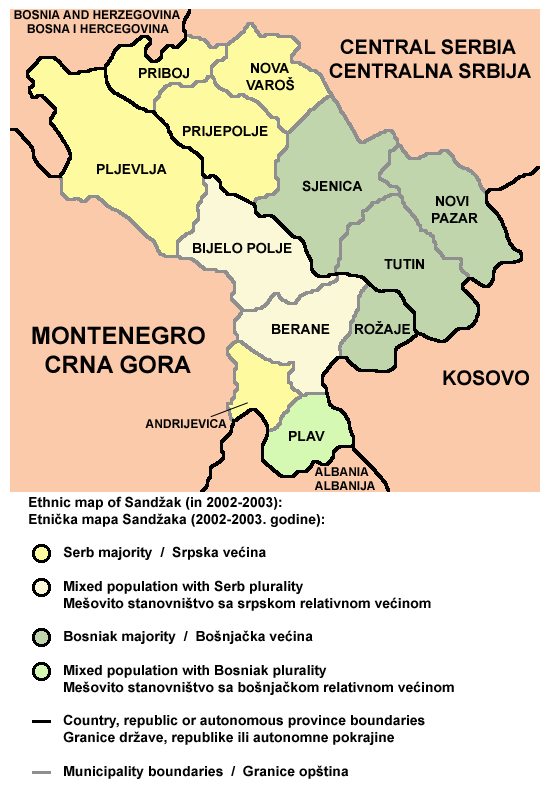
Етнічна мапа Санджака в 2002—2003 роках.

Національний прапор боснійців Санджаку

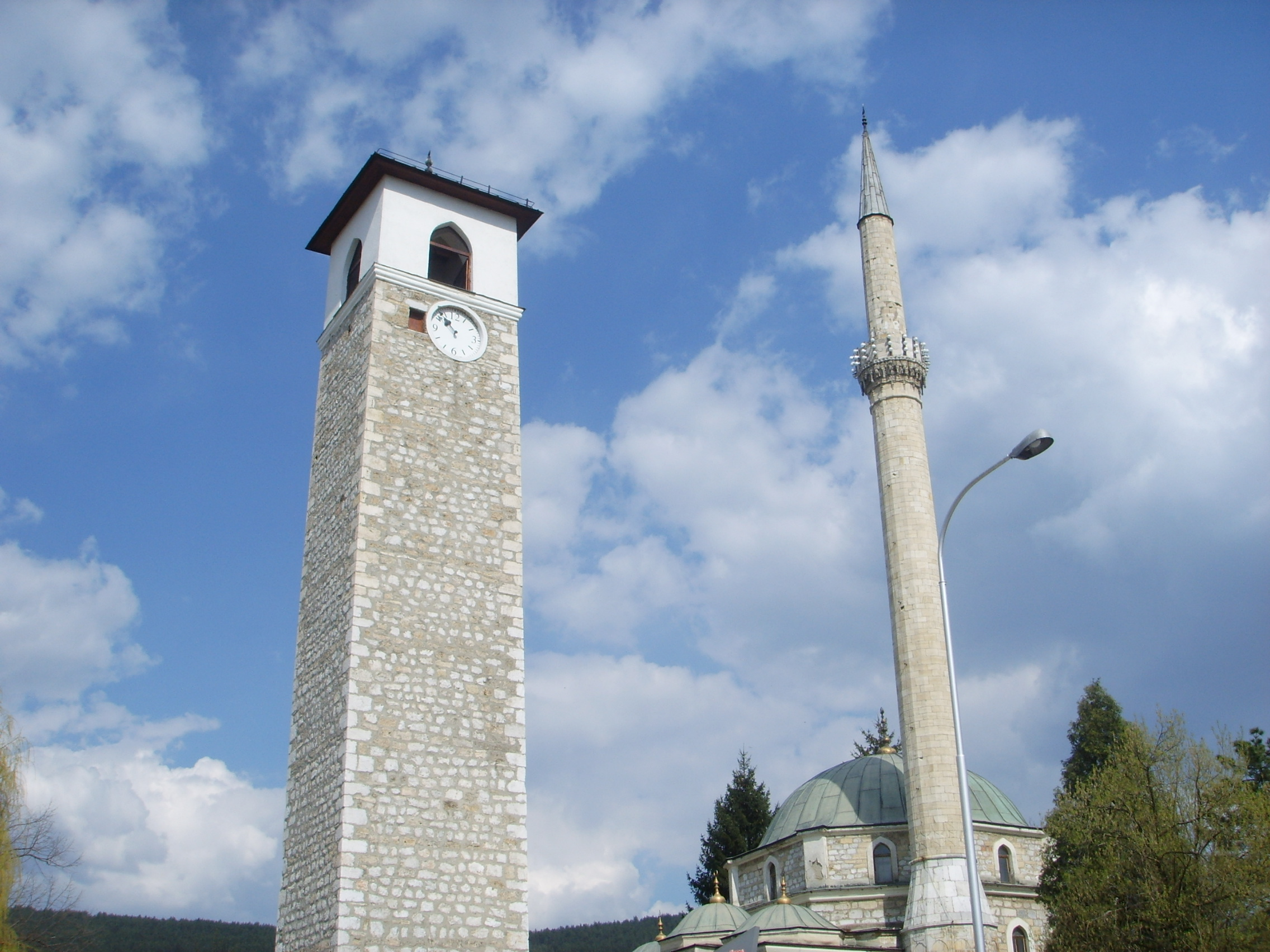
Хусейн Паша мечеть, Плєвля

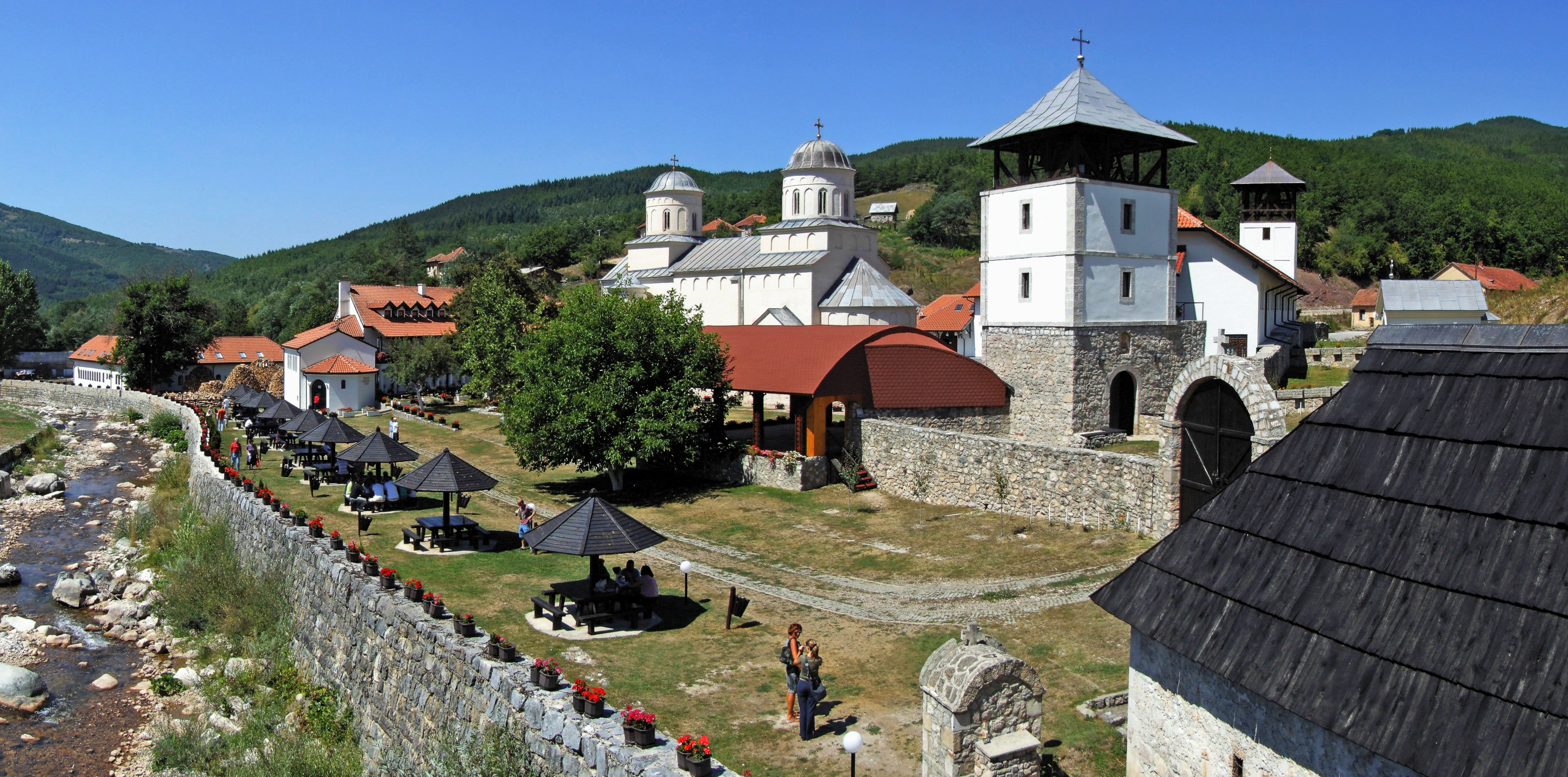
Монастир Мілєшева, Прієполе

Новопазарський Санджак (серб. Санџак / Sandžak, тур. Sancak, босн. Sandžak) — історична область, що розташована на кордоні між Сербією і Чорногорією. Отримала свою назву від Новопазарського Санджаку, колишнього османського адміністративного району, який існував до Балканських війн 1912 року.

## Назва
Регіон іменується або Новопазарський Санджак (Санджак в Нові-Пазар), або просто Санджак в усіх основних етнічних груп, які живуть в регіоні (босняки, серби і чорногорці). Іноді серби кличуть його область Рашка (Рашка Област).
Санджак місцева слов'янська транскрипція турецького слова Sancak, яке буквально означає «прапор» або «національний прапор», яка була використано в значенні Провінція або район.

## Географія
Новопазарський Санджак простягається від кордону з Боснією і Герцеговиною до Косова на площі 8403 км². Шість муніципалітетів Санджаку лежать у Сербії (округ Рашка: Нові-Пазар, Тутін, Златоборський округ: Сениця, Приеполе, Нова-Варош і Прибой) і шість в Чорногорії (Плевля, Бієло-Поле, Беране, Андріевиця, Рожайе, Плав).

## Історія
У середні віки регіон був центром сербської держави Рашка, його столиця Рас знаходилася біля сучасного міста Нові-Пазар, тому сербська частина Санджаку відома також як область Рашка. В епоху османського панування (з XIV століття) Новопазарський санджак був адміністративною одиницею Османської імперії, з центром у місті Нові-Пазар. Між 1878 і 1908 роками територія була під контролем Австро-Угорщини, в 1908 — 1913 знову під контролем Османської імперії. За підсумками Першої Балканської війни в 1913, Санджак був поділений між Сербією та Чорногорією, 1945 встановлені сучасні кордони.

## Адміністративний поділ
Площа області — 8403 км². Наразі територія Санджаку поділена між Сербією (західні райони областей Рашка і Златибор) і Чорногорією.

## Населення
У 2002, на території проживало 420 тис. мешканців. 52 % населення регіону (228.000) — мусульмани (Бошняки), 45 % (198.000) — серби і чорногорці. Невелику частку населення складають албанці, цигани тощо.
- Босняки — 193026 (45,93 %)
- Серби — 152825 (36,36 %)
- Чорногорці — 28438 (6.77 %)
- Мусульмани — 27039 (6.43 %)

Найбільші міста регіону — Нові-Пазар (55 тис. жителів), Плєвля (23,8 тис.), Прибой (19,6 тис.).

## Міста

### Сербія
- Нова Варош
- Новий Пазар
- Прієполе
- Прибой
- Сєниця
- Тутін

### Чорногорія
- Беране
- Ґрадац
- Плєвля
- Рожає
- Плав